# Francisco de Almeida
Dom Francisco de Almeida (ur. ok. 1450, zm. 1 marca 1510) – portugalski żeglarz, admirał, pierwszy wicekról portugalskich Indii.
Urodził się w Lizbonie, pochodził z arystokratycznej rodziny. W młodości uczestniczył w walkach z Maurami w latach 1485-1492 (prowadzonych przez Ferdynanda Aragońskiego). W 1492 roku brał udział w zdobyciu Granady. W marcu 1505 został mianowany przez króla Manuela I pierwszym portugalskim wicekrólem Indii. Dowodząc flotą 22 okrętów opłynął przylądek Dobrej Nadziei, założył forty na wschodnim wybrzeżu Afryki, w tym Kilwa i spalił stawiającą opór Mombasę. Budował faktorie handlowe w Indiach, jako bazę czyniąc Koczin na południu Półwyspu Indyjskiego. Zajmował się rozwojem i zabezpieczaniem portugalskiego handlu, dość bezwzględnymi środkami oraz zawarł układ handlowy z Malakki. Wysyłał też dalsze wyprawy odkrywcze, m.in. na Cejlon (pod dowództwem swojego syna Lourenço de Almeida) i Madagaskar.
W celu przeciwstawienia się ekspansji Portugalczyków, sułtan Egiptu sprzymierzył się z sułtanem Gujaratu i wysłał do Indii flotę wojenną. Flota ta odniosła w 1508 zwycięstwo nad słabszą eskadrą portugalską w bitwie pod Dżaul, w której śmierć poniósł syn Francisco de Almeida, Lourenço. 6 grudnia 1508 do Indii przybył zaś mianowany nowym wicekrólem Alfonso de Albuquerque, z rozkazami powrotu Francisco do Portugalii. Francisco de Almeida jednakże nie podporządkował się rozkazowi królewskiemu i udał się z podległą mu flotą w ekspedycję w celu pomszczenia śmierci syna, zakończoną całkowitym pokonaniem floty egipsko-gudźarackiej w bitwie pod Diu 3 lutego 1509. Nakazał następnie stracić tureckich jeńców wziętych w bitwie.
Francisco de Almeida następnie uwięził Alfonsa de Albuquerque, lecz po otrzymaniu potwierdzenia królewskiego, w listopadzie 1509 przekazał mu władzę w Indiach i sam udał się do Portugalii. Po drodze, podczas postoju w Zatoce Stołowej (w okolicach dzisiejszego Kapsztadu w Południowej Afryce), 1 marca 1510 Francisco de Almeida poniósł śmierć w potyczce z plemieniem Hotentotów, łącznie z 65 Portugalczykami.